# Làmpada UHP
| subclasse de | làmpada |

Una làmpada UHP o làmpada d'altes prestacions, és una làmpada d'arc de mercuri d'alta pressió sovint coneguda pel nom comercial: Philips UHP, originalment es coneixia com a làmpada d'alta pressió (Ultra High Pressure), perquè la pressió interna era de fins a 200. atmosferes. Va ser desenvolupada per Philips el 1995 per utilitzar-la en sistemes de projecció comercial, projectors de cinema a casa, MD-PTV i video-wall. A diferència d'altres làmpades de vapor de mercuri utilitzades en sistemes de projecció, no es tracta d'una làmpada d'halur metàl·lic, sinó que utilitza només mercuri. Philips reclama una vida útil superior a 10.000 hores per a les seves làmpades. Aquests llums són altament eficients en comparació amb altres làmpades de projecció  –  una làmpada UHP de 132 watts és utilitzada per fabricants de DLP com Samsung i RCA per alimentar les seves línies de TV de projecció posterior DLP. – 

## Fabricants de làmpades UHP o similars
En l'etapa inicial de desenvolupament de les làmpades UHP, Philips i Osram es van dirigir i es van centrar en la tecnologia de corrent altern (AC) i es van compartir les patents entre ells. Com a resultat, algunes empreses japoneses van decidir centrar-se en la tecnologia de corrent continu (DC) per deixar de banda les patents europees.
- EYE/Iwasaki (HSCR) (només AC), empresa amb seu al Japó..
- Osram/Sylvania (P-VIP / NeoLux) (només AC), empresa amb seu a Europa.
- Panasonic, Matsushita (HS, UHM) (només AC), empresa amb seu al Japó.
- Philips (UHP) (només AC), empresa amb seu a Europa.
- Phoenix (SHP), empresa amb seu al Japó.
- Ushio (NSH, UMPRD, NSHA), empresa amb seu al Japó.
- Epson (E-TORL) (fabricada per EYE/Iwasaki), empresa amb seu al Japó.

## Fabricants xinesos de làmpades UHP
Es diu que els fabricants a la Xina feien principalment làmpades falsificades de qualitat inferior. Al Regne Unit, un distribuïdor de làmpades va ser processat per haver subministrat làmpades Epson falsificades que van malmetre greument un projector Epson a Alemanya. A l'Índia, 400 persones es van queixar d'irritació i inflor als ulls després que diverses làmpades UHP fetes a la Xina van esclatar durant un programa cultural.
A mesura que es van anar venent un nombre creixent de làmpades falsificades, alguns fabricants de projectors, com Optoma i Epson, van destacar la importància de les làmpades autèntiques i originals. Optoma i Epson tenen la quota de mercat més alta en el món dels projectors DLP i projectors LCD respectivament.

## Dispositius amb làmpades UHP
- Televisors de projecció posterior Samsung DLP.
- Televisors de projecció posterior Sony LCD
- La majoria de projectors digitals fabricats després del 2001 (excepte els projectors LED)
- Font de llum d'alta intensitat Olympus ILP-2
- Projectors Mitsubishi DLP
- Projectors de simulació LCoS de la sèrie Barco Sim7
- Projectors Epson LCD
- Projectors Acer DLP